# 尼古拉耶夫山
71°44′S 12°26′E / 71.733°S 12.433°E
尼古拉耶夫山（英語：Mount Nikolayev）是南極洲的山峰，位於東部南極洲的毛德皇后地，屬於沃爾塔特山脈中南彼得曼山脈的一部分，海拔高度2,850米，由德國探險隊發現。